# Communauté de communes Les Portes Briardes Entre Villes et Forêts
La communauté de communes Les Portes Briardes entre villes et forêts est une communauté de communes française, située dans le département de Seine-et-Marne en région Île-de-France.

## Historique
La communauté de communes Les Portes briardes entre villes et forêts a été créée par un arrêté préfectoral du 24 novembre 2009 qui a pris effet le 1er janvier 2010,.
Au regroupement des 4 communes à l'origine vient s'ajouter en 2013 Tournan-en-Brie,.
En 2018, la CCPB et la communauté de communes l'Orée de la Brie (CCOB) ont décidé de mener une étude destinée à définir les conditions et la faisabilité d'un rapprochement.

## Territoire communautaire

### Géographie
La communauté de communes est située en Île-de-France, à l’ouest du département de Seine-et-Marne, à une trentaine de kilomètres de Paris et des aéroports de Roissy-Charles de Gaulle et d’Orly. Elle est desservie par des axes de circulation majeurs tels que route nationale 4, Francilienne et Autoroute A4.

## Composition
La communauté de communes est composée des 5 communes suivantes :

| Nom                       | Code Insee | Gentilé    | Superficie (km2) | Population (dernière pop. légale) | Densité (hab./km2) |
| ------------------------- | ---------- | ---------- | ---------------- | --------------------------------- | ------------------ |
| Ozoir-la-Ferrière (siège) | 77350      | Ozoiriens  | 15,58            | 20 969 (2022)                     | 1 346              |
| Férolles-Attilly          | 77180      | Ferollais  | 12,76            | 1 251 (2022)                      | 98                 |
| Gretz-Armainvilliers      | 77215      | Gretzois   | 13,51            | 8 682 (2022)                      | 643                |
| Lésigny                   | 77249      | Lésinois   | 10,13            | 7 015 (2022)                      | 692                |
| Tournan-en-Brie           | 77470      | Tournanais | 15,47            | 8 324 (2022)                      | 538                |

### Démographie
| 1968   | 1975   | 1982   | 1990   | 1999   | 2006   | 2011   | 2016   | 2022   |
| ------ | ------ | ------ | ------ | ------ | ------ | ------ | ------ | ------ |
| 13 429 | 31 460 | 33 822 | 40 692 | 44 544 | 44 909 | 44 927 | 46 199 | 46 241 |

## Organisation

### Siège
Le siège de la communauté de communes est situé à Ozoir-la-Ferrière, 43, avenue du Général de Gaulle.

### Élus
La communauté d'agglomération est administrée par son Conseil communautaire, composé pour le mandat 2014-2020  de  conseillers municipaux représentant les 5 communes membres, répartis comme suit en fonction approximative de leur population :
- 13 délégués pour Ozoir-la-Ferrière ;
- 5 délégués pour Gretz-Armainvilliers, Lésigny et Tournan-en-Brie ;
- 2 délégués pour Férolles-Attilly.

À la suite des élections municipales de 2020 en Seine-et-Marne, le nouveau  conseil communautaire du 9 juillet 2020 a réélu son président, Jean-François Oneto, maire d'Ozoir-la-Ferrière et ses 11 vice-présidents, qui sont, :
1. Laurent  Gautier, maire de Tournan-en-Brie, chargé de la transition écologique, prospective financière et fiscale ;
2. Jean-Paul  Garcia-Robin, maire de Gretz-Armainvilliers, chargé de la prospective territoriale ;
3. Michel  Papin, maire de Lésigny, chargé du développement économique et de l'emploi ;
4. Anne-Laure Fontbonne, maire de Férolles-Attilly et vice-présidente du conseil départemental, chargée des grands projets et de la communication ;
5. Stephen Lazerme, premier maire-adjoint d'Ozoir-la-Ferrière, chargé de l'administration et de la mutualisation ;
6. Christine Fleck, maire-adjointe d'Ozoir-la-Ferrière, chargée des équipements sportifs ;
7. Laurence Gair, maire-adjointe de Tournan-en-Brie, chargée de la culture ;
8. Claude  Mongin, premier maire-adjoint de Gretz-Armainvilliers, chargé des transports et circulations douces ;
9. Guy Desamaison, premier maire-adjoint de Lésigny, chargé des finances et de la comptabilité ;
10. Suzanne  Barnet, maire-adjointe d'Ozoir-la-Ferrière, chargée du développement numérique et des nouvelles technologies ;
11. Josyane  Méléard, maire-adjointe d'Ozoir-la-Ferrière, chargée des affaires sociales.

Ensemble, ils forment le bureau de l'intercommunalité pour la mandature 2020-2026.
À la suite de la démission d'office par le préfet de Seine-Et-Marne des fonctions de maire de Jean-François Oneto, le 24 novembre 2024, celui-ci perd automatiquement son mandat d'élu communautaire (Conformément à l’article L. 273-5 du Code électoral). À la suite du conseil communautaire du 17 décembre 2024, Monsieur Laurent  Gautier, maire de Tournan-en-Brie, est élu président avec 11 vice-présidents qui sont : 
1. Christine Fleck, maire d'Ozoir-La-Ferrière, chargée des équipements sportifs ;
2. Jean-Paul Garcia-Robin, maire de Gretz-Armainvilliers, chargé de la prospective territoriale ;
3. Michel Papin, maire de Lésigny, chargé du développement économique et de l'emploi ;
4. Anne-Laure Fontbonne, maire de Férolles-Attilly et vice-présidente du conseil départemental, chargée des grands projets et de la communication ;
5. Jean-Claude Debacker, maire-adjoint d'Ozoir-La-Ferrière, chargé des affaires sociales ;
6. Jean-Pierre Bariant, conseillé municipal d'Ozoir-La-Ferrière, chargé nouvelles technologies et développement numérique ;
7. Laurence Gair, maire-adjointe de Tournan-en-Brie, chargée de la culture ;
8. Claude  Mongin, premier maire-adjoint de Gretz-Armainvilliers, chargé des transports et circulations douces ;
9. Benoît Schmit, maire-adjoint de Lésigny, chargé des finances et de la comptabilité ;
10. Josyane Méléard, première maire-adjointe d'Ozoir-La-Ferrière, chargée de l'administration générale ;
11. Cyril Ghozland, conseillé municipal d'Ozoir-La-Ferrière, chargé de la transition écologique et prospective financière et fiscale.

### Liste des présidents
| Période                                  | Période       | Identité            | Étiquette | Qualité |
| ---------------------------------------- | ------------- | ------------------- | --------- | --- |
| janvier 2010                             | novembre 2024 | Jean-François Oneto | LR        | Maire d'Ozoir-la-Ferrière(2001 → 2024) Conseiller départemental d'Ozoir-la-Ferrière (2015 → 2024) Vice-président du conseil départemental de Seine-et-Marne (2015 → 2017) Réélu pour le mandat 2020-2026, |
| Décembre 2024                            | En cours      | Laurent Gautier     | RE        | Maire de Tournan-en-Brie (2008 → ) Conseiller départemental d'Ozoir-la-Ferrière (2011→ ) Vice-président du Syndicat Intercommunal d’Enlèvement et de Traitement des Ordures Ménagères (SIETOM)            |
| Les données manquantes sont à compléter. |               |                     |           | |

### Compétences
L'intercommunalité exerce les compétences qui lui ont été transférées par les communes membres, dans les conditions définies par le code général des collectivités territoriales. Il s'agit de :
- Aménagement de l’espace : schéma de cohérence territoriale (SCoT) et schéma de secteur
- Développement économique : zones d’activité, politique locale du commerce et soutien aux activités commerciales d’intérêt communautaire, promotion du tourisme, dont la création d’offices de tourisme
- Aires d’accueil des gens du voyage et des terrains familiaux locatifs ;
- Collecte et traitement des déchets des ménages et déchets assimilés
- Gestion des milieux aquatiques et prévention des inondations (GEMAPI) ;
- Voirie reconnue d’intérêt communautaire ;
- Protection et mise en valeur de l’environnement ;
- Équipements culturels et sportifs reconnus d’intérêt communautaire
- Action sociale d’intérêt communautaire
- Politique de la ville : élaboration du diagnostic du territoire et définition des orientations du contrat de ville ;
- Maisons de services au public ;
- Aménagement numérique : infrastructures, réseaux et services locaux de communications électroniques et activités connexes
- Transport : réalisation d’études pour la définition et la réalisation d’un ou plusieurs services de transport et de nouveaux modes de déplacement sur le territoire intercommunal, en particulier les transports en commun, dans le respect des autorités organisatrices de la mobilité
- contribution financière au service départemental d’incendie et de secours (SDIS)

### Régime fiscal et budget
La Communauté de communes est un établissement public de coopération intercommunale à fiscalité propre.
Afin de financer l'exercice de ses compétences, l'intercommunalité perçoit la fiscalité professionnelle unique (FPU) – qui a succédé à la taxe professionnelle unique (TPU) – et assure une péréquation de ressources entre les communes résidentielles et celles dotées de zones d'activité.
Elle ne reverse pas de dotation de solidarité communautaire (DSC) à ses communes membres.

### Effectifs
Pour exercer ses compétences, en 2018,  l'intercommunalité employait 11 agents dont 2 à temps partiel, soit 10,6 équivalents temps-plein.

## Projets et réalisations
Conformément aux dispositions légales, une communauté de communes a pour objet d'associer des « communes au sein d'un espace de solidarité, en vue de l'élaboration d'un projet commun de développement et d'aménagement de l'espace ».
Équipements sportifs
L'intercommunalité envisage en 2013 la création d’une piscine de grande envergure